# Streptomyces rimosus
Streptomyces rimosus je bakterija iz rodu Streptomyces. Sodi med najbolj opisane industrijske streptomicete: znana je predvsem kot proizvajalka antibiotikov oksitetraciklin in tetraciklin, pa tudi protiglivne snovi rimocidin. Največ preiskav o vrsti so opravili raziskovalni inštitut za antibiotike v Moskvi, Pfizerjev osrednji raziskovalni laboratorij in Univerza v Glasgowu ter hrvaška Pliva, prvi podatki o mikromanipulaciji pa so iz 1957. Bakterija ima nitasto razrast in tvori substratni in zračni micelij.